# 12 Cancri
12 Cancri, som är stjärnans Flamsteed-beteckning, är en ensam stjärna, belägen i den östra delen av stjärnbilden Kräftan. Den har en skenbar magnitud av 6,25 och kräver åtminstone en handkikare för att kunna observeras. Baserat på parallax-mätning inom Hipparcos-uppdraget på ca 12,5 mas, beräknas den befinna sig på ett avstånd på ca 261 ljusår (ca 80 parsek) från solen. Den rör sig närmare solen med en heliocentrisk radialhastighet på ca -10 km/s.

## Egenskaper
12 Cancri är en gul till vit stjärna i huvudserien av spektralklass F3 V. Den har en massa som är ca 1,2 solmassor, en radie som är ca 3,5 solradier och utsänder från dess fotosfär ca 18 gånger mera energi än solen vid en effektiv temperatur av ca 6 400 K. 
12 Cancri roterar med en projicerad rotationshastighet på 52 km/s och tycks uppehålla en solliknande differentiell rotation med relativ hastighet på a = 0,33 ± 0,13.